# Preiscourant

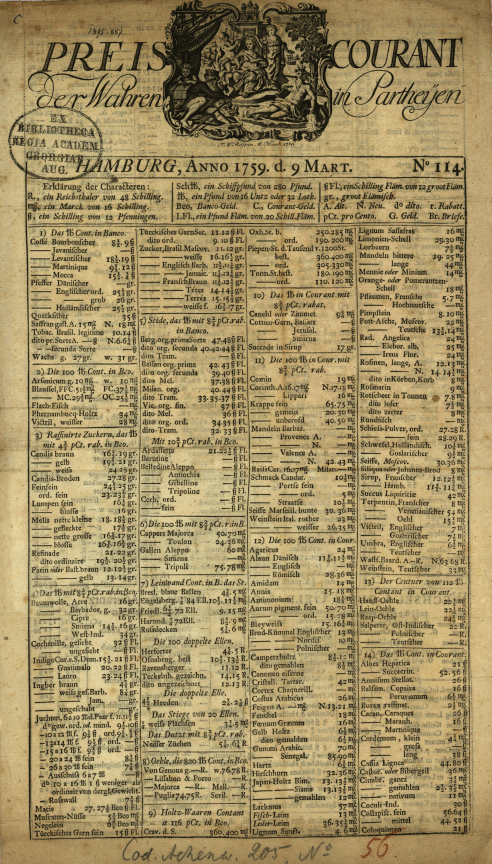
Hamburger Preiscourant aus dem Jahr 1759 (Vorderseite)

Ein Preiskurant (auch: Warenpreiscourant, frz. Cours des marchandises, engl. Commodity Price Current) ist eine Zusammenstellung von Marktpreisen bestimmter Waren für einen genau festgelegten Zeitraum auf einem Warenpreiszettel.
In der Frühen Neuzeit waren Preiskurante ein wichtiges Informationsmedium für Kaufleute, die sich im Fernhandel engagierten. Ihr Zweck bestand darin, sich selbst, vor allem aber auswärtige Geschäftspartner über den Preis bestimmter Handelsgüter auf dem lokalen Markt zu informieren. Neben offiziellen, d. h. von einer Institution wie etwa einer Commerzdeputation herausgegebene Preiskuranten, gab es auch private, von einem Handelshaus herausgegebene Preiszettel. Während die offiziellen Preiskuranten vollständig gedruckt waren und in einem festgelegten Turnus (häufig wöchentlich) erschienen, bestanden die privaten zumeist aus einem Vordruck, in den die aktuellen Preise handschriftlich eingetragen wurden. Über die reine Auflistung von Warenpreisen hinaus können Preiskurante auch Angaben zu Geld- und Wechselkursen sowie zu Versicherungsprämien enthalten, handschriftlich auch zum Wetter.

## Geschichte

### Vorläufer
Vorläufer der gedruckten Warenpreiszettel waren handschriftliche Zusammenstellungen („listini dei prezzi“), die von lokalen Agenten italienischer Handelshäuser an ihre jeweiligen Zentralen geschickt wurden. Sie dienten der Koordinierung zwischen den einzelnen Faktoreien eines Unternehmens und reichen in dieser Form bis in das 14. Jahrhundert zurück.

### Erste veröffentlichte Preiskurante
Offizielle, der öffentlichen Information dienende Preiskurante tauchen in Europa erstmals im 16. Jahrhundert auf und verzeichnen in ihrer frühen Form neben Warenpreisen auch Geldkurse. Die ersten Warenpreislisten dieser Art sind aus Venedig und den großen nordeuropäischen Handelszentren Frankfurt am Main, Amsterdam und Hamburg überliefert. Im Laufe des 18. Jahrhunderts wurden Preiskurante häufig in der lokalen Sprache erstellt, doch konnten sie auch in der Sprache der jeweiligen Handelspartner gedruckt werden (beispielsweise auf Niederländisch in Riga oder Hamburg).

## Inhalt und Form
Obwohl sich die Preiskurante großer Handelsplätze im 17. und 18. Jahrhundert einander in der Form annäherten, gab es sowohl bei der Präsentation der Informationen als auch bei deren Beschaffung Unterschiede im Detail. Im Falle des Londoner Preiskurants schickte der Herausgeber am Ende eines Handels- und Börsentages seine Angestellten zu einzelnen Händlern, die mit bestimmten Waren oder bestimmten Plätzen handelten, um die gewünschten Preise zu sammeln. In anderen Handelszentren wie Amsterdam und Hamburg waren einzelne Warenmakler mit der Informationsbeschaffung beauftragt. Die so zusammengetragenen Informationen wurden dann auf dem aus einem einzigen Blatt bestehenden Preiszettel veröffentlicht, wobei diese zwischen 5 cm × 8 cm (Cádiz) und 14 cm × 46 cm (Amsterdam) großen Zettel zunächst einseitig, später auf beiden Seiten bedruckt waren. Der gewöhnlich oben auf dem Preiskurant angebrachte Hinweis auf den Auftraggeber oder die Informationsquellen (etwa beim New London Price Current aus dem 18. Jahrhundert: „with the Assistance of many principal Brokers and Factors“) sowie der Name des Herausgebers sollten die Seriosität der enthaltenen Informationen unterstreichen. Die Anordnung der Waren erfolgte bei jüngeren Preiskuranten (Bsp.: New London Price Current) alphabetisch. Ältere Preiskurante (Bsp.: Hamburger Preiscourant der Wahren in Partheyen) gruppierten die Waren nach den Währungen, in denen diese traditionell gehandelt wurden.

## Bedeutung
Für die europäische Preisgeschichte der Frühen Neuzeit zählen Preiskurante zu den wichtigsten historischen Quellen. Die Auswertung möglichst langer Preisreihen erlaubt Rückschlüsse auf Konjunkturzyklen; durch den Vergleich von Preiskuranten aus unterschiedlichen Marktplätzen können – unter Berücksichtigung von Transportkosten – Handelsspannen errechnet werden.

## Beispiele bedeutender offizieller frühneuzeitlicher Preiskurante
- Amsterdam: 1585 – 1775
- Antwerpen: ca. 1540 – ca. 1580
- Bordeaux: 1634 – 1775
- Frankfurt am Main: 1581 – 1775
- Hamburg: 1592(?) – 1775
- Lissabon: 1610 – 1680
- London: 1608 – 1775
- Marseille: 1668 – 1723
- Venedig: 1585 – 1775

## Galerie

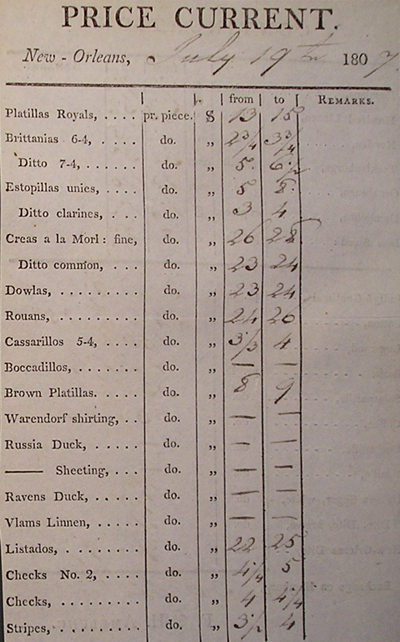
Price Current, New-Orleans, 19th July 1807 (recto)
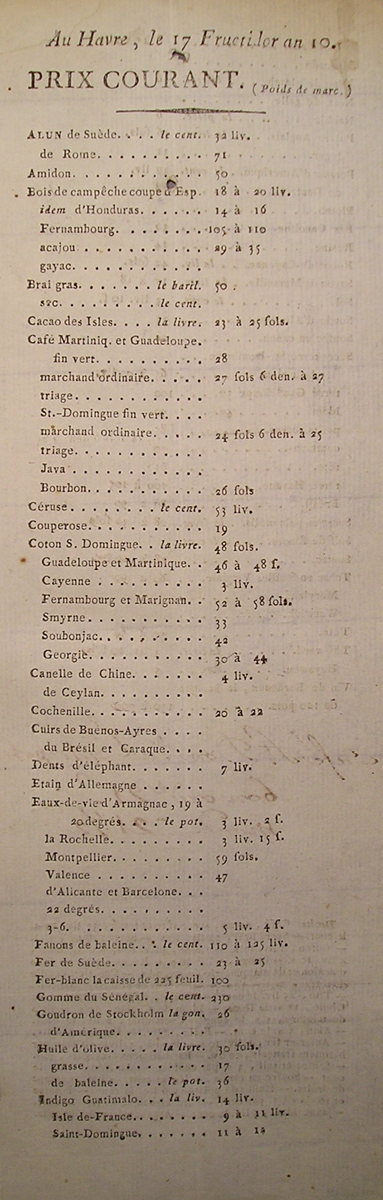
Prix Courant, Le Havre, 17 Fructidor X. (recto)
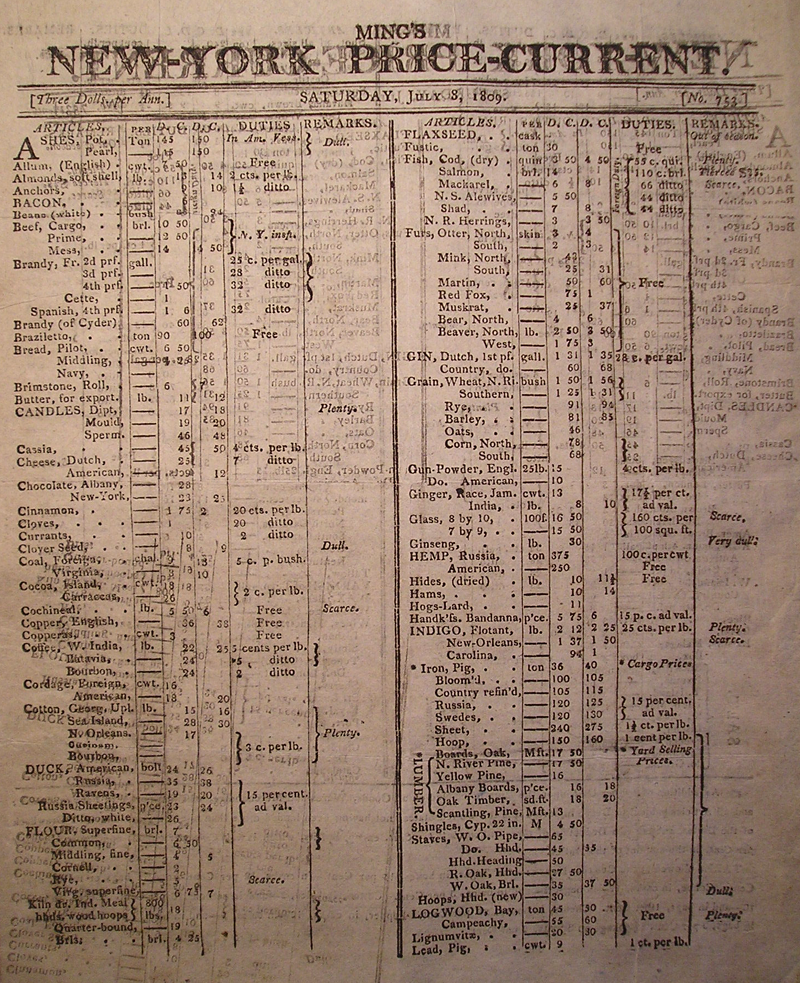
Ming's New-York Price-Current vom 8. Juli 1809, erste Seite